# Friedrich von Schuckmann
Pour les articles homonymes, voir Schuckmann.
Kaspar Friedrich von Schuckmann, également Caspar Friedrich von S., à partir de 1834 baron von Schuckmann (né le 25 décembre 1755 à Mölln et mort le 17 septembre 1834 à Berlin) est ministre d'État prussien de l'Intérieur et membre du Conseil d'État prussien .

## Biographie

### Famille
Friedrich von Schuckmann est issu de la famille de marchands Schuckmann (de) originaire d'Osnabrück, dont les trois frères Hermann, Leonhard Heinrich (son grand-père) et Johann Friedrich Schuckmann ont été anoblis par l'empereur Charles VI le 7 avril 1732 à Vienne.
Il est le cinquième des neuf enfants de l'officier danois Kaspar Nikolaus von Schuckmann (1721-1797) et de sa cousine Friederike Agnese Maria von Schuckmann (1726-1769) de Bützow (Mecklenburg-Schwerin).

### Carrière
Après avoir été étudié de 1772 à 1775 comme élève no. 606 de l'Académie de chevalerie de Brandebourg-sur-la-Havel, Schuckmann étudie le droit et les sciences politiques à l'Université de Halle. À partir de 1779, il est dans la fonction publique prussienne et commence à travailler d'abord à la Cour supérieure de Berlin et plus tard à la Cour supérieure du gouvernement. En 1786, il devient conseiller d'État à Breslau et en 1790, il est également juge en chef à l'Office supérieur des mines de Silésie.
Cinq ans plus tard (1791), il prend en charge l'administration des principautés de Bayreuth et d'Ansbach et devient en même temps président de chambre des deux chambres de la guerre et de domaine. Dans cette fonction, qu'il occupe jusqu'en 1807, il acquit une grande reconnaissance.
Lorsque les principautés d'Ansbach-Bayreuth sont occupées par les Français en 1806, il reste dans un premier temps à son poste. Ce n'est qu'en mai 1807, lorsqu'ils découvrent une opération secrète contre Bayreuth, que les Français emmenent Schuckmann, le plus haut fonctionnaire prussien là-bas, en captivité à la forteresse de Mayence, bien qu'il n'ait aucune connaissance de l'action. Après sa libération, il se retire dans son domaine de Hartlieb en Silésie. Auparavant, le 8 octobre 1806, il a été nommé président de la chambre de guerre et de domaine de Poméranie (de) en tant que successeur de Karl von Ingersleben, mais ne peut prendre ses fonctions.
Selon l'"Ordonnance sur la modification de la constitution de toutes les autorités supérieures de l'État dans la monarchie prussienne" du "27 octobre 1810", le ministère de l'Intérieur se divise en quatre secteurs, appelés désormais divisions au lieu de sections : la "Division de la police générale", la "Division du commerce et de l'industrie", la "Division du culte et de l'enseignement public" et la "Division des postes".
Le 20 novembre 1810, Schuckmann est nommé conseiller d'État privé pour diriger les départements du commerce et du commerce (y compris les mines, la métallurgie et les salines ainsi que la médecine) ainsi que pour le culte et l'éducation publique. Dans cette fonction, il remplace Wilhelm von Humboldt (1767-1835).
Dès le 24 avril 1812, la direction du commerce et de l'artisanat lui est retirée et le "département général de la police" lui est confié, mais "à l'exception de la police de sécurité". Le département du commerce et de l'artisanat est confié au conseiller d'État secret Johann August Sack ; Cependant, Schuckmann conserve la direction des cultes et de l'instruction publique.
Schuckmann devient ensuite ministre d'État prussien à l'Intérieur pour la première fois de 1814 à 1819. Son prédécesseur au pouvoir est le futur chancelier Karl August prince von Hardenberg (1750–1822), et Wilhelm von Humboldt lui a succédé pour une courte année en 1819. Par la suite, Schuckmann occupe à nouveau le poste de ministre de l'Intérieur, auquel est rattaché le ministère de la Police de 1819 à 1830. À partir de 1830, en raison de son grand âge, Schuckmann se limite aux tâches du commerce et de l'artisanat, tandis que Gustav von Brenn (de) s'occupe des affaires de police.
En tant que ministre de l'Intérieur, il contresigne le 31 octobre 1816, avec le chancelier d'État, le prince von Hardenberg, le document contenant les statuts de l'Université de Berlin, signé auparavant par le roi de Prusse Frédéric-Guillaume III. L'université de Berlin se voit ainsi dotée de sa constitution officielle, dans laquelle les objectifs de l'université, sa structure et sa hiérarchie, la juridiction interne, le fonctionnement des cours, les conditions d'études et autres sont définis avec précision.
À partir de 1818, le ministère de l'Intérieur de Schuckmann comprend trois divisions. La "première division", dirigée par le directeur Christian Philipp Koehler (de), est responsable des provinces et des sociétés de feu. La "deuxième division" est dirigée par le directeur Friedrich comte von Hardenberg, à ne pas confondre avec le chancelier d'État Karl August von Hardenberg. Cette deuxième division est responsable des "commissions générales" et des "collèges de révision pour la régulation des conditions des propriétaires fonciers et des agriculteurs" ainsi que des "bergeries de souche pour l'amélioration et la promotion de l'élevage ovin". La "Troisième division", dirigée par Johann Carl Ludewig Gerhard (de) reçoit le nom de "Ministère des Mines, de la Métallurgie et des Salines".
En tant que ministre de l'Intérieur, Schuckmann est également à la tête de la commission ministérielle contre les agissements démagogiques, la "Commission royale d'enquête sur la trahison et les activités dangereuses pour l'État". Son état d'esprit se reflète dans son attaque contre le poète E. T. A. Hoffmann : Hoffmann fait également partie de cette commission et n'hésite pas à écrire une satire contre la fouille des démagogues avec son « Meister Floh (de) ». Pour cela, Schuckmann l'insulte encore en 1828, c'est-à-dire des années après la mort d'Hoffmann, le qualifiant de mauvais esprit de la commission et de débauché.
À l'occasion de son 50e anniversaire de service, il devient le 11 janvier 1829 le sixième citoyen d'honneur de Berlin (de).
Fin novembre 1833, Schuckmann laisse entendre au roi qu'il est malade : "Je (suis) maintenant malheureusement très souvent empêché d'assister aux séances du ministère d'État en raison de l'état de ma santé qui nécessite une aide et qui m'empêche presque totalement d'utiliser mes pieds sans contrainte". En conséquence, Schuckmann ne demande cependant pas à être dispensé des réunions du ministère d'État, mais à être exempté "du traitement des affaires de l'établissement général d'alimentation des veuves". Ce n'est que peu avant sa mort en 1834 que Schuckmann, âgé de 78 ans, quitte également la fonction publique pour des raisons d'âge.
Quelques mois avant sa mort, il est élevé au rang de baron prussien à Berlin le 11 janvier 1834.

### Famille
En 1789, Schuckmann se marie en premières noces avec Leopoldine Margarethe von Röder (1769-1790), la fille du major général prussien Friedrich Wilhelm von Roeder. En secondes noces, il se marie le 25 avril 1791 avec Henriette Augusta Eleonore (de) baronne von Lüttwitz (1769–1799), fille du représentant régional et seigneur de Mittelsteine. Le couple a une fille :
- Henriette Marianne (1796–1857) mariée avec Karl baron von Lüttwitz (né en 1779)[9]

En troisième mariage, Schuckmann se marie avec sa belle-sœur Eleonore baronne von Lüttwitz (1755-1834)  De ce mariage sont nés :
- Luise Henriette (née en 1801) mariée en 1833 avec Julius baron von Lüttwitz (né en 1800)[11]
- Marie (née en 1803), chanoinesse de Keppel (de)
- Karl Friedrich August (1817–1867)[12], marié :

le 27 juillet 1843 avec Thérèse Auguste Johanna von Frankenberg-Lüttwitz (1824–1855)
le 13 octobre 1857 avec Angelika von Frankenberg-Lüttwitz (1822–1892) (sœur de Thérèse) parents d'Otto von Schuckmann (de), administrateur de l'arrondissement de Steinau.

## Ordres et décorations
- Ordre de l'Aigle noir
- Ordre de l'Aigle rouge de 1re classe
- Grand-Croix de l'ordre impérial autrichien de Léopold
- Grand-Croix de l'ordre de la Maison du Lion d'Or

## Publications
- Bemerkungen über des Herrn Regierungsraths von Raumer Schrift: Das Brittische Besteuerungssystem, insbesondere die Einkommensteuer, dargestellt mit Hinsicht auf die in der Preuß. Monarchie zu treffenden Einrichtungen. Nicolai, Berlin 1810 Digitalisat